# Maicer Izturis
Maicer Izturis (né le 12 septembre 1980 à Barquisimeto, Lara, Venezuela) est un ancien joueur de champ intérieur de baseball. Il évolue en Ligue majeure de baseball avec les Expos de Montréal en 2004, les Angels de Los Angeles de 2005 à 2012, et les Blue Jays de Toronto en 2013 et 2014.
Maicer Izturis a un frère aîné, Cesar, qui joue en Ligue majeure de 2001 à 2013.

## Carrière

### Expos de Montréal
Signé comme agent libre par les Indians de Cleveland en 1998, Maicer Izturis est échangé aux Expos de Montréal avec Ryan Church en retour de Scott Stewart en 2004. Izturis joue 32 parties cette année-là avec Montréal, frappant dans une moyenne de ,206 avec un coup de circuit et quatre points produits.

### Angels de Los Angeles

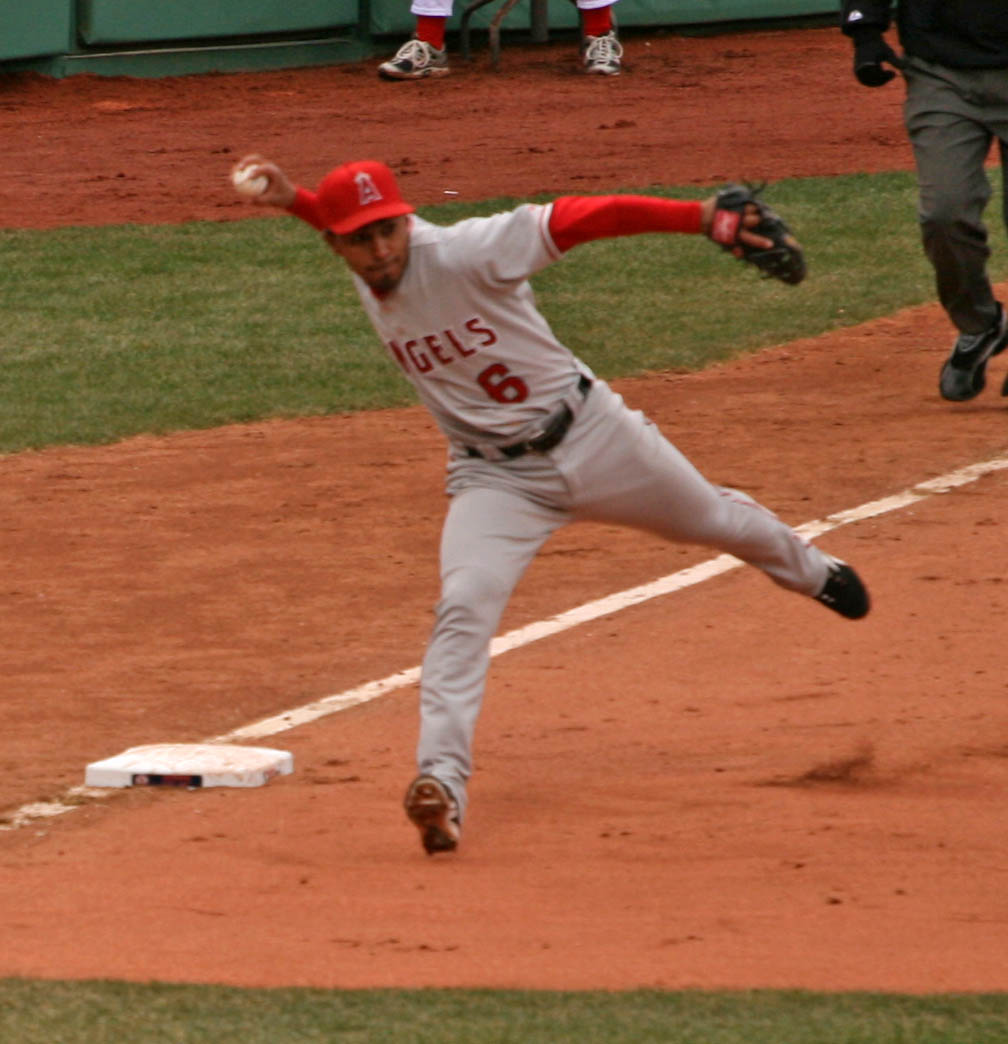
Izturis en action au troisième but.

Le 19 novembre 2004, il est transféré avec Juan Rivera chez les Angels de Los Angeles en retour de José Guillén.
Izturis est utilisé à diverses positions du champ intérieur. Après la saison 2014, il a joué 326 matchs au troisième but, 315 au deuxième but et 222 à l'arrêt-court.
En 2006, il maintient une moyenne au bâton de ,293 avec 44 points produits en 104 matchs joués. Izturis connaît sa meilleure saison offensive en 2009. Il affiche ,300 de moyenne au bâton.

### Blue Jays de Toronto
Le 8 novembre 2012, après 8 saisons chez les Angels, il est agent libre et mis sous contrat par les Blue Jays de Toronto, avec qui il joue en 2013 et 2014. 
Après 107 matchs joués un peu partout dans l'avant-champ des Jays en 2013, il est limité à 11 parties en 2014. Après une opération au genou gauche en 2014 et un autre à l'épaule l'année suivante, il signe le 29 janvier 2016 un contrat des ligues mineures avec Toronto, l'équipe avec laquelle il a joué pour la dernière fois, le 13 avril 2014. 
Toujours sous contrat avec Toronto, Izturis joue son dernier match dans les majeures le 13 avril 2014 et annonce finalement sa retraite sportive le 4 mars 2016.

## Statistiques
| Saison | Équipe    | G   | AB   | R   | H   | 2B  | 3B | HR | RBI | SB | BA    |
| ------ | --------- | --- | ---- | --- | --- | --- | -- | -- | --- | -- | ----- |
| 2004   | Montréal  | 32  | 107  | 10  | 22  | 5   | 2  | 1  | 4   | 4  | 0,206 |
| 2005   | LA Angels | 77  | 191  | 18  | 47  | 8   | 4  | 1  | 15  | 9  | 0,246 |
| 2006   | LA Angels | 104 | 352  | 64  | 103 | 21  | 3  | 5  | 44  | 14 | 0,293 |
| 2007   | LA Angels | 102 | 336  | 47  | 97  | 17  | 2  | 6  | 51  | 7  | 0,289 |
| 2008   | LA Angels | 79  | 290  | 44  | 78  | 14  | 2  | 3  | 37  | 11 | 0,269 |
| 2009   | LA Angels | 114 | 387  | 74  | 116 | 22  | 3  | 8  | 65  | 13 | 0,300 |
| 2010   | LA Angels | 61  | 212  | 27  | 53  | 13  | 1  | 3  | 27  | 7  | 0,250 |
| Totaux | Totaux    | 569 | 1875 | 284 | 516 | 100 | 17 | 27 | 243 | 65 | 0,275 |

| Saison | Équipe    | G  | AB | R | H | 2B | 3B | HR | RBI | SB | BA    |
| ------ | --------- | -- | -- | - | - | -- | -- | -- | --- | -- | ----- |
| 2005   | LA Angels | 1  | 0  | 0 | 0 | 0  | 0  | 0  | 0   | 0  |       |
| 2007   | LA Angels | 3  | 12 | 1 | 4 | 2  | 0  | 0  | 0   | 2  | 0,333 |
| 2009   | LA Angels | 6  | 17 | 2 | 2 | 1  | 0  | 0  | 2   | 1  | 0,105 |
| Totaux | Totaux    | 10 | 29 | 3 | 6 | 3  | 0  | 0  | 2   | 3  | 0,207 |

Note : G = Matches joués ; AB = Passages au bâton; R = Points ; H = Coups sûrs ; 2B = Doubles ; 3B = Triples ; 
HR = Coup de circuit ; RBI = Points produits ; SB = Buts volés ; BA = Moyenne au bâton.